# Ropalomera brachyptera
Ropalomera brachyptera är en tvåvingeart som beskrevs av Lindner 1930. Ropalomera brachyptera ingår i släktet Ropalomera och familjen Ropalomeridae. Inga underarter finns listade i Catalogue of Life.